# Becca (chanteuse américaine)
Ne doit pas être confondu avec Becca (chanteuse ghanéenne).
Rebecca Emily Hollcraft, dite Becca (connue aussi sous les noms de Becca-chan et Bec Hollcraft), née le 9 mai 1989, est une auteure-compositrice-interprète et guitariste américaine.

## Biographie

### Jeunesse
Rebecca Emily Hollcraft naît le 9 mai 1989 à Portland dans l'Oregon. Elle commence à chanter et à écrire des chansons très jeune et débute la guitare à l'âge de dix ans. Une cassette, enregistrée lors d'une chorale à l'école, est envoyée à la chanteuse Meredith Brooks qui déclare : « Bec a une voix puissante, et quand j'ai réalisé qu'elle pouvait aussi écrire des chansons… j'étais conquise »,.

### Carrière
Becca passe ses vacances d'été à Los Angeles pour travailler sur des démos avec Meredith. Elle signe en 2008 un contrat avec Sony Music Entertainment Japan et sort son premier single, « Perfect Me », le 9 avril 2008 au Japon. Elle contribue à une reprise de I Drove All Night pour l'album « We Love Cyndi - Tribute to Cyndi Lauper » publié en hommage à Cyndi Lauper et qui est sorti le 23 juillet 2008. Son premier album Alive!! sort le 5 novembre 2008, la même année elle se produit à Baltimore lors de l'Otakon. Elle sort son premier EP « Kickin'& Screamin' » le 2 mars 2010.
En 2012, elle rejoint et devient la chanteuse du groupe de rock Stars in Stereo (en). En 2013, le groupe co-anime une tournée avec Flyleaf et Drowning Pool, et a fait une tournée avec Bullet for My Valentine et Halestorm lors de la tournée Hard Drive Live 5, le groupe se sépare en juin 2015. Aussi, elle collabore avec le groupe de folk rock Blackhaven, le projet techno Wholecraft et le groupe de métal industriel Contracult Collective.

## Discographie

### Albums
- 2008 : Alive!!
- 2009 : Alive!!+5
- 2009 : Tokyo-o-ing
- 2011 : Best

### EP
- 2008 : Perfect Me ～完璧な私～ (Kanpeki na Watashi)
- 2008 : Turn to Stone
- 2010 : Kickin' & Screamin'